# Selección femenina de baloncesto de México
La selección femenina de baloncesto de México es el equipo de baloncesto formado por jugadoras de nacionalidad mexicana que está avalada por la Asociación Deportiva Mexicana de Básquetbol (ADEMEBA) y que representa a México en las competiciones internacionales organizadas por la Federación Internacional de Baloncesto (FIBA) o el Comité Olímpico Internacional (COI): los Juegos Olímpicos y Campeonato mundial de baloncesto especialmente.  El equipo mexicano también ha participado en torneos de su ámbito continental como los Juegos Panamericanos, Juegos Centroamericanos y FIBA AmeriCup.

## Historia
El baloncesto mexicano femenil tiene origen hasta el año 1904, promovido por la Asociación Cristiana de Jóvenes (YMCA). En 1916 la Escuela Normal y el Conservatorio fueron las primeras instituciones en crear equipos femeniles de basquetbol en México, pero no fue hasta 1922 que se llevó a cabo el primer campeonato de basquetbol femenil, todo esto impulsado por la Secretaría de Educación Pública.
Originalmente, la rama femenil se regía con las mismas reglas que la rama masculina, fue hasta 1930 que se empezó a implementar reglas específicas para la rama femenil; sin embargo, estas reglas fueron oficiales tres años después, en 1933, gracias al impulso de María Uribe Jasso y Fanny Ruíz. En 1934 se realizó el primer campeonato femenil en la Ciudad de México y el primer campeonato nacional de basquetbol. Cabe mencionar que en ese mismo año se creó la Federación Internacional de Baloncesto (FIBA).
La primera participación internacional del seleccionado nacional mexicano femenil, fueron los Juegos Centroamericanos y del Caribe de 1935 en la San Salvador.
En 2020, la ADEMEBA fue suspendida tras incumplimientos de los estatutos en la federación, luego de un juicio con el Tribunal de Arbitraje Deportivo quedó en peligro la participación internacional de los combinados nacionales, por lo que no pudieron competir en actividades internacionales, la sanción se levantó en 2021.

## Roster
La siguiente es la convocatoria de jugadoras que disputó el Campeonato FIBA COCABA Femenino 2025 del 22 al 27 de julio en la ciudad de Managua en Nicaragua.
| México                                                                     |                                    |           |                     |         |                                           |
| Num                                                                        | Jugador                            | Pos       | Altura              | Edad    | Equipo                                    |
| 5                                                                          | Karina Esquer Vila                 | Escolta   | 1.68 m (5 ft 6 in)  | 23 años | Borregas del ITESM Mty (Liga ABE)         |
| 6                                                                          | Mariana Valenzuela Manzano         | Ala-Pívot | 1.88 m (6 ft 2 in)  | 22 años | Seton Hall Pirates (NCAA)                 |
| 7                                                                          | Karla Alejandra Martínez Hidalgo   | Alera     | 1.80 m (5 ft 11 in) | 25 años | Panteras de Aguascalientes (LNBP)         |
| 9                                                                          | Loriette Maciel Arrieta            | Escolta   | 1.79 m (5 ft 10 in) | 19 años | Borregas del ITESM Toluca (Liga ABE)      |
| 13                                                                         | Myriam Estela Lara Ackerman        | Pívot     | 1.86 m (6 ft 1 in)  | 31 años | Tirana (ABL)                              |
| 14                                                                         | Carmen Alexia González Lagunas     | Alera     | 1.72 m (5 ft 8 in)  | 27 años | El Calor de Cancún (LNBP)                 |
| 16                                                                         | Mariana Janeth Rodríguez García    | Pívot     | 1.85 m (6 ft 1 in)  | 24 años | Tigrillas de la UANL (Liga ABE)           |
| 20                                                                         | Paola Arredondo Oaxaca             | Pívot     | 1.85 m (6 ft 1 in)  | 22 años | Borregas del ITESM Guadalajara (Liga ABE) |
| 22                                                                         | Hazel Yvette Ramírez Solís         | Base      | 1.67 m (5 ft 6 in)  | 33 años | Manzaneras de Cuauhtémoc (LBN)            |
| 31                                                                         | Mayra Gil Ramírez                  | Alera     | 1.74 m (5 ft 9 in)  | 21 años | Freseras de Irapuato (LNBP)               |
| 44                                                                         | Katia Alejandra Gallegos Rodríguez | Base      | 1.70 m (5 ft 7 in)  | 23 años | Manzaneras de Cuauhtémoc (LBN)            |
| Entrenadora - Cristhian Saraid Pardo Villeda Asistentes - Luis Ambel Galán |                                    |           |                     |         |                                           |

La siguiente fue la convocatoria de jugadoras que disputó el FIBA AmeriCup femenina de 2025 del 28 de junio al 6 de julio de 2025 en la ciudad de Irapuato, Santiago en Chile.
| México                                                                                        |                                    |           |                     |         |                                   |
| Num                                                                                           | Jugador                            | Pos       | Altura              | Edad    | Equipo                            |
| 2                                                                                             | Anisa Darinka Jeffries Elicerio    | Alera     | 1.75 m (5 ft 9 in)  | 21 años | Borregas del ITESM Mty (Liga ABE) |
| 5                                                                                             | Karina Esquer Vila                 | Escolta   | 1.68 m (5 ft 6 in)  | 23 años | Borregas del ITESM Mty (Liga ABE) |
| 6                                                                                             | Mariana Valenzuela Manzano         | Ala-Pívot | 1.88 m (6 ft 2 in)  | 22 años | Seton Hall Pirates (NCAA)         |
| 7                                                                                             | Karla Alejandra Martínez Hidalgo   | Alera     | 1.80 m (5 ft 11 in) | 25 años | Panteras de Aguascalientes (LNBP) |
| 10                                                                                            | Claudia Ramos Gutiérrez            | Alera     | 1.80 m (5 ft 11 in) | 27 años | Agente libre                      |
| 11                                                                                            | Gabriela Jaquez                    | Alera     | 1.83 m (6 ft 0 in)  | 21 años | UCLA Bruins (NCAA)                |
| 13                                                                                            | Myriam Estela Lara Ackerman        | Pívot     | 1.86 m (6 ft 1 in)  | 31 años | Tirana (ABL)                      |
| 14                                                                                            | Carmen Alexia González Lagunas     | Alera     | 1.72 m (5 ft 8 in)  | 27 años | El Calor de Cancún (LNBP)         |
| 22                                                                                            | Hazel Yvette Ramírez Solís         | Base      | 1.67 m (5 ft 6 in)  | 33 años | Manzaneras de Cuauhtémoc (LBN)    |
| 31                                                                                            | Mayra Gil Ramírez                  | Alera     | 1.74 m (5 ft 9 in)  | 21 años | Freseras de Irapuato (LNBP)       |
| 33                                                                                            | Ariadna Vidales Sabatini           | Alera     | 1.77 m (5 ft 10 in) | 18 años | Life Prep Academy                 |
| 44                                                                                            | Katia Alejandra Gallegos Rodríguez | Base      | 1.70 m (5 ft 7 in)  | 23 años | Manzaneras de Cuauhtémoc (LBN)    |
| Entrenadora - Desralee Abeyta Asistentes - David Elliott II - Fernanda Gutiérrez Torres Landa |                                    |           |                     |         |                                   |

La siguiente fue la convocatoria de jugadoras que disputó el Centrobasket Femenino 2024 del 5 al 10 de noviembre de 2024 en la ciudad de Irapuato, Guanajuato en México.
| México                                                                                            |                                  |         |                     |         |                                      |
| Num                                                                                               | Jugador                          | Pos     | Altura              | Edad    | Equipo                               |
| 2                                                                                                 | Anisa Darinka Jeffries Elicerio  | Alera   | 1.75 m (5 ft 9 in)  | 21 años | Borregas del ITESM Mty (Liga ABE)    |
| 3                                                                                                 | Dana Samantha Soto Antillón      | Escolta | 1.67 m (5 ft 6 in)  | 28 años | Abejas de León (LNBP)                |
| 4                                                                                                 | María Begoña Faz Dávalos         | Pívot   | 1.90 m (6 ft 3 in)  | 30 años | Aztks del Estado de México (ABC MEX) |
| 5                                                                                                 | Karina Esquer Vila               | Escolta | 1.68 m (5 ft 6 in)  | 23 años | Borregas del ITESM Mty (Liga ABE)    |
| 7                                                                                                 | Karla Alejandra Martínez Hidalgo | Alera   | 1.80 m (5 ft 11 in) | 25 años | Sportiva Italiana (WBLA)             |
| 10                                                                                                | Claudia Ramos Gutiérrez          | Alera   | 1.80 m (5 ft 11 in) | 27 años | Fuerza Regia de Monterrey (LNBP)     |
| 11                                                                                                | Sandra Sofía Acuña Salinas       | Base    | 1.76 m (5 ft 9 in)  | 17 años | Central Pointe Christian Academy     |
| 13                                                                                                | Myriam Estela Lara Ackerman      | Pívot   | 1.86 m (6 ft 1 in)  | 31 años | Patriotas de Lares (BSNF)            |
| 22                                                                                                | Hazel Yvette Ramírez Solís       | Base    | 1.67 m (5 ft 6 in)  | 33 años | Aztks del Estado de México (ABC MEX) |
| 23                                                                                                | Ángela Marie Rodríguez           | Escolta | 1.72 m (5 ft 8 in)  | 33 años | Panteras de Aguascalientes (LNBP)    |
| 31                                                                                                | Mayra Gil Ramírez                | Alera   | 1.74 m (5 ft 9 in)  | 21 años | Lobas SLW de Saltillo (ABC MEX)      |
| 73                                                                                                | Carmen Alexia González Lagunas   | Alera   | 1.75 m (5 ft 9 in)  | 27 años | Pioneras de Delicias (ABC MEX)       |
| Entrenador - Mitchell Thompson Asistentes - Fernanda Gutiérrez Torres Landa - Octavio Pérez Solis |                                  |         |                     |         |                                      |

La siguiente fue la convocatoria de jugadoras que disputó el Torneo de preclasificación para la Copa Mundial de Baloncesto Femenino FIBA 2026 del 19 al 25 de agosto de 2024 en la Ciudad de México en México.
| México |                                     |         |                     |         |                                      |
| Num | Jugador                             | Pos     | Altura              | Edad    | Equipo                               |
| 1 | Gabriela Jaquez                     | Alera   | 1.83 m (6 ft 0 in)  | 21 años | UCLA Bruins (NCAA)                   |
| 3 | Dana Samantha Soto Antillón         | Escolta | 1.67 m (5 ft 6 in)  | 28 años | Abejas de León (LNBP)                |
| 7 | Karla Alejandra Martínez Hidalgo    | Alera   | 1.80 m (5 ft 11 in) | 25 años | Panteras de Aguascalientes (LNBP)    |
| 8 | Paola Evelyn Beltrán Araujo         | Base    | 1.64 m (5 ft 5 in)  | 30 años | Barreteras de Zacatecas (ABC MEX)    |
| 10 | Claudia Ramos Gutiérrez             | Alera   | 1.80 m (5 ft 11 in) | 27 años | Fuerza Regia de Monterrey (LNBP)     |
| 11 | Sofía Alejandra Payán Martínez      | Base    | 1.67 m (5 ft 6 in)  | 24 años | Adelitas de Chihuahua (LNBP)         |
| 13 | Myriam Estela Lara Ackerman         | Pívot   | 1.86 m (6 ft 1 in)  | 31 años | Universidad de Concepción (LNF)      |
| 14 | Daniela María Soto Gómez            | Alera   | 1.78 m (5 ft 10 in) | 29 años | Fuerza Regia de Monterrey (LNBP)     |
| 22 | Hazel Yvette Ramírez Solís          | Base    | 1.67 m (5 ft 6 in)  | 33 años | Aztks del Estado de México (ABC MEX) |
| 23 | Aixchel Daniela Hernández Almodóvar | Pívot   | 1.88 m (6 ft 2 in)  | 22 años | Cal State Fullerton Titans (NCAA)    |
| 31 | Mayra Gil Ramírez                   | Alera   | 1.74 m (5 ft 9 in)  | 21 años | Freseras de Irapuato (LNBP)          |
| 73 | Carmen Alexia González Lagunas      | Alera   | 1.72 m (5 ft 8 in)  | 27 años | Pioneras de Delicias (ABC MEX)       |
| Entrenadora - Lindsey Marcie Harding Asistentes - Mitchell Thompson - Chasity Melvin - Ebony Vernice Hoffman |                                     |         |                     |         |                                      |

La siguiente fue la convocatoria de jugadoras que disputó los Juegos Panamericanos 2023 del 25 al 29 de octubre de 2023 en la ciudad de Santiago en Chile.
| México |                                  |           |                     |         |                                        |
| Num | Jugador                          | Pos       | Altura              | Edad    | Equipo                                 |
| 2 | Anisa Darinka Jeffries Elicerio  | Alera     | 1.75 m (5 ft 9 in)  | 21 años | Borregas del ITESM Mty (Liga ABE)      |
| 5 | Jacqueline Luna Castro           | Ala-Pívot | 1.90 m (6 ft 3 in)  | 32 años | Aztks del Estado de México (ABC MEX)   |
| 6 | Gladiana Aidaly Ávila Jiménez    | Escolta   | 1.77 m (5 ft 10 in) | 30 años | Centauros de Chihuahua (ABC MEX)       |
| 7 | Karla Alejandra Martínez Hidalgo | Alera     | 1.80 m (5 ft 11 in) | 25 años | Barreteras de Zacatecas (ABC MEX)      |
| 8 | Paola Evelyn Beltrán Araujo      | Base      | 1.64 m (5 ft 5 in)  | 30 años | Aztks del Estado de México (ABC MEX)   |
| 10 | Claudia Ramos Gutiérrez          | Alera     | 1.80 m (5 ft 11 in) | 27 años | Astros de Jalisco (LNBP)               |
| 11 | Sofía Alejandra Payán Martínez   | Base      | 1.67 m (5 ft 6 in)  | 24 años | Teporacas de Chihuahua (LBN)           |
| 13 | Myriam Estela Lara Ackerman      | Pívot     | 1.86 m (6 ft 1 in)  | 31 años | Teporacas de Chihuahua (WBLA)          |
| 14 | Carmen Alexia González Lagunas   | Alera     | 1.72 m (5 ft 8 in)  | 27 años | Bujías de Aguascalientes (ABC MEX)     |
| 18 | Diana Armas Puentes              | Pívot     | 1.85 m (6 ft 1 in)  | 32 años | Marineras de Puerto Vallarta (ABC MEX) |
| 22 | Hazel Yvette Ramírez Solís       | Base      | 1.67 m (5 ft 6 in)  | 33 años | Aztks del Estado de México (ABC MEX)   |
| 68 | Sandra Saide Vargas Peraza       | Escolta   | 1.77 m (5 ft 10 in) | 28 años | Aztks del Estado de México (ABC MEX)   |
| Entrenadora - Ebony Vernice Hoffman Asistentes - Luis Federico Quintero Pereda - Jorge Samuel Piña Bustillos |                                  |           |                     |         |                                        |

La siguiente fue la convocatoria de jugadoras que disputó el FIBA AmeriCup 2023 del 1 al 9 de julio de 2023 en la ciudad de León, Guanajuato en México.
| México |                                     |           |                     |         |                                   |
| Num | Jugador                             | Pos       | Altura              | Edad    | Equipo                            |
| 3 | Mariana Valenzuela Manzano          | Ala-Pívot | 1.88 m (6 ft 2 in)  | 22 años | Florida State Seminoles (NCAA)    |
| 4 | Katia Alejandra Gallegos Rodríguez  | Base      | 1.70 m (5 ft 7 in)  | 23 años | Tulsa Golden Hurricane (NCAA)     |
| 5 | Jacqueline Luna Castro              | Ala-Pívot | 1.90 m (6 ft 3 in)  | 32 años | Teporacas de Chihuahua (LMBPF)    |
| 6 | Gladiana Aidaly Ávila Jiménez       | Escolta   | 1.77 m (5 ft 10 in) | 30 años | Adelitas de Chihuahua (LNBP)      |
| 7 | Karla Alejandra Martínez Hidalgo    | Alera     | 1.80 m (5 ft 11 in) | 25 años | Panteras de Aguascalientes (LNBP) |
| 8 | Paola Evelyn Beltrán Araujo         | Base      | 1.64 m (5 ft 5 in)  | 30 años | Halcones de Xalapa (LNBP)         |
| 10 | Claudia Ramos Gutiérrez             | Alera     | 1.80 m (5 ft 11 in) | 27 años | Astros de Jalisco (LNBP)          |
| 11 | Sofía Alejandra Payán Martínez      | Base      | 1.67 m (5 ft 6 in)  | 24 años | Plateras de Fresnillo (LNBP)      |
| 13 | Myriam Estela Lara Ackerman         | Pívot     | 1.86 m (6 ft 1 in)  | 31 años | Libertadoras de Querétaro (LNBP)  |
| 22 | Hazel Yvette Ramírez Solís          | Base      | 1.67 m (5 ft 6 in)  | 33 años | Teporacas de Chihuahua (LMBPF)    |
| 23 | Aixchel Daniela Hernández Almodóvar | Pívot     | 1.88 m (6 ft 2 in)  | 22 años | Cal State Fullerton Titans (NCAA) |
| 68 | Sandra Saide Vargas Peraza          | Escolta   | 1.77 m (5 ft 10 in) | 28 años | Teporacas de Chihuahua (LMBPF)    |
| Entrenadora - Lindsey Marcie Harding Asistentes - Mitchell Thompson - Chasity Melvin - Ebony Vernice Hoffman |                                     |           |                     |         |                                   |

La siguiente fue la convocatoria de jugadoras que disputó los XXIV Juegos Centroamericanos y del Caribe del 24 al 28 de junio de 2023 en el Gimnasio Nacional José Adolfo Pineda de la ciudad de San Salvador en El Salvador.
| México                                                    |                                  |           |                     |         |                                        |
| Num                                                       | Jugador                          | Pos       | Altura              | Edad    | Equipo                                 |
| 2                                                         | Anisa Darinka Jeffries Elicerio  | Alera     | 1.75 m (5 ft 9 in)  | 21 años | Borregas del ITESM Mty (Liga ABE)      |
| 4                                                         | Laura Alicia Pérez Ramírez       | Escolta   | 1.71 m (5 ft 7 in)  | 28 años | Agente libre                           |
| 7                                                         | Paulina Rodríguez Meza           | Escolta   | 1.74 m (5 ft 9 in)  | 27 años | Astros de Jalisco (LNBP)               |
| 9                                                         | Sandra Anahy Sánchez Paz         | Ala-Pívot | 1.75 m (5 ft 9 in)  | 35 años | Agente libre                           |
| 11                                                        | Sandra Sofía Acuña Salinas       | Base      | 1.68 m (5 ft 6 in)  | 17 años | Wildcats Academia Basketball Monterrey |
| 12                                                        | Denisse Guadalupe Tejada Sáenz   | Ala-Pívot | 1.82 m (6 ft 0 in)  | 25 años | Libertadoras de Querétaro (LNBP)       |
| 14                                                        | Carmen Alexia González Lagunas   | Alera     | 1.72 m (5 ft 8 in)  | 27 años | Rojas de Veracruz (LNBP)               |
| 18                                                        | Diana Armas Puentes              | Pívot     | 1.85 m (6 ft 1 in)  | 32 años | Plateras de Fresnillo (LNBP)           |
| 22                                                        | Hazel Yvette Ramírez Solís       | Base      | 1.67 m (5 ft 6 in)  | 33 años | Teporacas de Chihuahua (LMBPF)         |
| 24                                                        | Ingrid Martínez Treviño          | Alera     | 1.78 m (5 ft 10 in) | 30 años | Libertadoras de Querétaro (LNBP)       |
| 29                                                        | Ángela Ahidee Carrasco Vélez     | Ala-Pívot | 1.78 m (5 ft 10 in) | 25 años | Tigrillas de la UANL (Liga ABE)        |
| 50                                                        | Kimberly Michelle Taylor Aguilar | Pívot     | 1.81 m (5 ft 11 in) | 28 años | Fuerza Regia de Monterrey (LNBP)       |
| Entrenador - Ronald Cass III Asistentes - Geary Joshua II |                                  |           |                     |         |                                        |

## Seleccionadores
| Entrenador         | Periodo         |
| ------------------ | --------------- |
| Francisco Díaz     | 1945            |
| Constancio Córdoba | 1974 – 1975     |
| Salomé Ledesma     | 1978 – 1979     |
| Gerardo Guzmán     | 2006 – 2007     |
| Raimundo Santana   | 2010 – 2011     |
| Marynell Meadors   | 2013 – 2014     |
| Lindsey Harding    | 2022 - presente |

## Palmarés

### Juegos Panamericanos
- 2 Medallas de Plata: 1975 y 2011

### Juegos Centroamericanos y del Caribe
- 8 Medallas de Oro: 1935, 1938, 1946, 1950, 1954, 1959, 1962 y 1966
- 5 Medallas de Plata: 1970, 1974, 1978, 1986 y 1990
- 4 Medallas de Bronce: 1982, 1993, 2002 y 2014

### Centrobasket Femenino
- 3 Medallas de Oro: 1973, 1977 y 1991
- 9 Medallas de Plata: 1971, 1975, 1981, 1985, 1993, 2001, 2006, 2017 y 2022
- 4 Medallas de Bronce: 1989, 1999, 2010 y 2018

### Campeonato COCABA
- 4 Medallas de Oro: 2009, 2013, 2015 y 2022
- 1 Medallas de Bronce: 2004

## Récord Competitivo

### Juegos Olímpicos

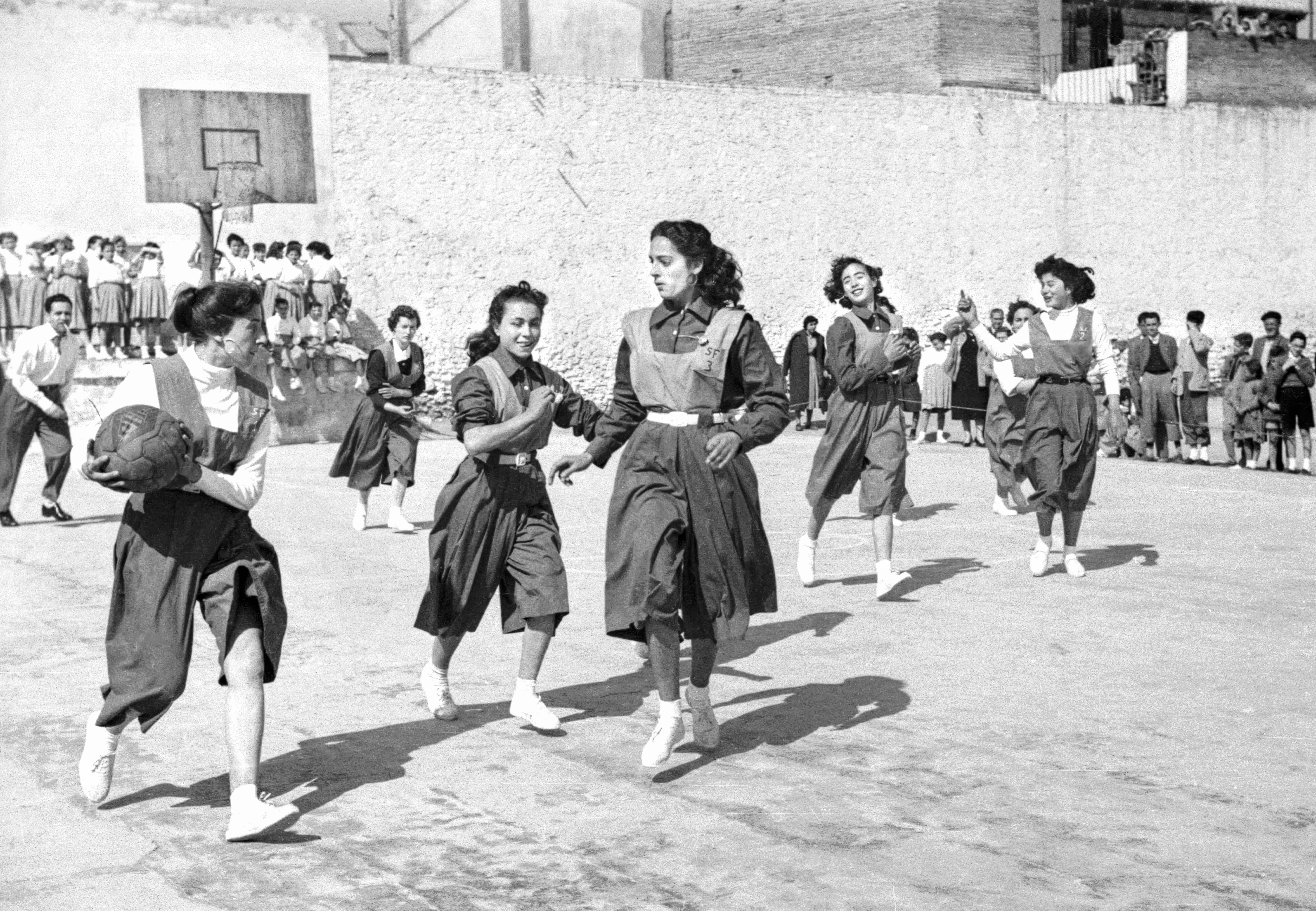
Primer equipo de baloncesto femenil en México

| Año  | Posición       | Torneo                         | Sede  |
| ---- | -------------- | ------------------------------ | ----- |
| 2024 | Por determinar | Juegos Olímpicos de París 2024 | París |

### Torneo preolímpico de baloncesto FIBA
| Año  | Posición | Pld | G | P |
| ---- | -------- | --- | - | - |
| 1992 | 7º       | 7   | 1 | 6 |

### FIBA World Cup
| Año  | Position                               | Torneo                                            | Sede          |
| ---- | -------------------------------------- | ------------------------------------------------- | ------------- |
| 1953 | 8                                      | Campeonato Mundial de Baloncesto Femenino de 1953 | Chile         |
| 1957 | 8                                      | Campeonato Mundial de Baloncesto Femenino de 1957 | Brasil        |
| 1975 | 6                                      | Campeonato Mundial de Baloncesto Femenino de 1975 | Colombia      |
| 1979 | Clasificadas, decidieron no participar | Campeonato Mundial de Baloncesto Femenino de 1979 | Corea del Sur |

### FIBA AmeriCup
| Año  | Posición | Torneo                                 | Sede                    |
| ---- | -------- | -------------------------------------- | ----------------------- |
| 1989 | 7        | Campeonato FIBA Américas Femenino 1989 | São Paulo, Brasil       |
| 1993 | 5        | Campeonato FIBA Américas Femenino 1993 | São Paulo, Brasil       |
| 1999 | 4        | Campeonato FIBA Américas Femenino 1999 | La Habana, Cuba         |
| 2001 | 6        | Campeonato FIBA Américas Femenino 2001 | São Luís, Brasil        |
| 2003 | 4        | Campeonato FIBA Américas Femenino 2003 | Culiacán, México        |
| 2007 | 7        | Campeonato FIBA Américas Femenino 2007 | Valdivia, Chile         |
| 2011 | 6        | Campeonato FIBA Américas Femenino 2011 | Neiva, Colombia         |
| 2013 | 10       | Campeonato FIBA Américas Femenino 2013 | Xalapa, México          |
| 2017 | 10       | AmeriCup Femenina FIBA de 2017         | Buenos Aires, Argentina |
| 2019 | 9        | AmeriCup Femenina FIBA de 2019         | San Juan, Puerto Rico   |
| 2023 | 8        | AmeriCup Femenina FIBA de 2023         | León, México            |
| 2025 | 7        | AmeriCup Femenina FIBA de 2025         | Santiago, Chile         |

### Juegos Panamericanos
| Año  | Posición | Torneo                    | Sede                         |
| ---- | -------- | ------------------------- | ---------------------------- |
| 1955 | 4        | II Juegos Panamericanos   | Ciudad de México, México     |
| 1959 | 5        | III Juegos Panamericanos  | Chicago, Estados Unidos      |
| 1967 | 4        | V Juegos Panamericanos    | Winnipeg, Canadá             |
| 1971 | 4        | VI Juegos Panamericanos   | Cali, Colombia               |
| 1975 |          | VII Juegos Panamericanos  | Ciudad de México, México     |
| 1979 | 5        | VIII Juegos Panamericanos | San Juan, Puerto Rico        |
| 1987 | 5        | X Juegos Panamericanos    | Indianápolis, Estados Unidos |
| 2007 | 7        | XV Juegos Panamericanos   | Río de Janeiro               |
| 2011 |          | XVI Juegos Panamericanos  | Guadalajara, México          |
| 2023 | 8        | XIX Juegos Panamericanos  | Santiago, Chile              |

### Centrobasket – Campeonato Centroamericano
| Año  | Position | Torneo                     | Sede                                         |
| ---- | -------- | -------------------------- | -------------------------------------------- |
| 1971 |          | Centrobasket Femenino 1971 | Caracas, Venezuela                           |
| 1973 |          | Centrobasket Femenino 1973 | Veracruz, México                             |
| 1975 |          | Centrobasket Femenino 1975 | Santo Domingo, República Dominicana          |
| 1977 |          | Centrobasket Femenino 1977 | Panamá, Panamá                               |
| 1981 |          | Centrobasket Femenino 1981 | San Juan, Puerto Rico                        |
| 1985 |          | Centrobasket Femenino 1985 | Puebla, México                               |
| 1989 |          | Centrobasket Femenino 1989 | La Habana, Cuba                              |
| 1991 |          | Centrobasket Femenino 1991 | Monterrey, México                            |
| 1993 |          | Centrobasket Femenino 1993 | Ponce, Puerto Rico                           |
| 1997 | 4        | Centrobasket Femenino 1997 | Tegucigalpa, Honduras                        |
| 1999 |          | Centrobasket Femenino 1999 | La Habana, Cuba                              |
| 2001 |          | Centrobasket Femenino 2001 | Santo Domingo, República Dominicana          |
| 2003 | 4        | Centrobasket Femenino 2003 | León, México                                 |
| 2006 |          | 2006 Centrobasket Femenino | Ciudad de México, México                     |
| 2008 | 4        | Centrobasket Femenino 2008 | Morovis, Puerto Rico                         |
| 2010 |          | Centrobasket Femenino 2010 | Mayagüez, Puerto Rico                        |
| 2012 | 4        | Centrobasket Femenino 2012 | Morovis, Puerto Rico                         |
| 2014 | 5        | Centrobasket Femenino 2014 | Monterrey, México                            |
| 2017 |          | Centrobasket Femenino 2017 | Saint Thomas, Islas Vírgenes Estadounidenses |
| 2018 |          | Centrobasket Femenino 2018 | Manatí, Puerto Rico                          |
| 2022 |          | Centrobasket Femenino 2022 | Chihuahua, México                            |
| 2024 |          | Centrobasket Femenino 2024 | Irapuato, México                             |

### Campeonato FIBA COCABA
| Año  | Position | Torneo                    | Sede                      |
| ---- | -------- | ------------------------- | ------------------------- |
| 2004 |          | FIBA COCABA Femenino 2004 | Guatemala, Guatemala      |
| 2009 |          | FIBA COCABA Femenino 2009 | Cobán, Guatemala          |
| 2013 |          | FIBA COCABA Femenino 2013 | San Salvador, El Salvador |
| 2015 |          | FIBA COCABA Femenino 2015 | Cartago, Costa Rica       |
| 2022 |          | FIBA COCABA Femenino 2022 | Chihuahua, México         |
| 2025 |          | FIBA COCABA Femenino 2025 | Managua, Nicaragua        |

### Juegos Centroamericanos y del Caribe
| Año  | Position | Torneo                                     | Sede                                |
| ---- | -------- | ------------------------------------------ | ----------------------------------- |
| 1935 |          | III Juegos Centroamericanos y del Caribe   | San Salvador, El Salvador           |
| 1938 |          | IV Juegos Centroamericanos y del Caribe    | Panamá, Panamá                      |
| 1946 |          | V Juegos Centroamericanos y del Caribe     | Barranquilla, Colombia              |
| 1950 |          | VI Juegos Centroamericanos y del Caribe    | Guatemala, Guatemala                |
| 1954 |          | VII Juegos Centroamericanos y del Caribe   | Ciudad de México, México            |
| 1959 |          | VII Juegos Centroamericanos y del Caribe   | Caracas, Venezuela                  |
| 1962 |          | IX Juegos Centroamericanos y del Caribe    | Kingston, Jamaica                   |
| 1966 |          | X Juegos Centroamericanos y del Caribe     | San Juan, Puerto Rico               |
| 1970 |          | XI Juegos Centroamericanos y del Caribe    | Panamá, Panamá                      |
| 1974 |          | XII Juegos Centroamericanos y del Caribe   | Santo Domingo, República Dominicana |
| 1978 |          | XIII Juegos Centroamericanos y del Caribe  | Medellín, Colombia                  |
| 1982 |          | XIV Juegos Centroamericanos y del Caribe   | La Habana, Cuba                     |
| 1986 |          | XV Juegos Centroamericanos y del Caribe    | Santiago, República Dominicana      |
| 1990 |          | XVI Juegos Centroamericanos y del Caribe   | Ciudad de México, México            |
| 1993 |          | XVII Juegos Centroamericanos y del Caribe  | Ponce, Puerto Rico                  |
| 2002 |          | XIX Juegos Centroamericanos y del Caribe   | San Salvador, El Salvador           |
| 2006 | 5        | XX Juegos Centroamericanos y del Caribe    | Cartagena, Colombia                 |
| 2010 |          | XXI Juegos Centroamericanos y del Caribe   | Mayagüez, Puerto Rico               |
| 2014 |          | XXII Juegos Centroamericanos y del Caribe  | Veracruz, México                    |
| 2018 | 4        | XXIII Juegos Centroamericanos y del Caribe | Barranquilla, Colombia              |
| 2023 | 5        | XXIV Juegos Centroamericanos y del Caribe  | San Salvador, El Salvador           |